# Le Pont-de-Beauvoisin (Isère)
Le Pont-de-Beauvoisin is een gemeente in het Franse departement Isère (regio Auvergne-Rhône-Alpes). De plaats maakt deel uit van het arrondissement La Tour-du-Pin. Le Pont-de-Beauvoisin is verbonden met een brug over de Guiers met de gelijknamige plaats in het departement Savoie. De gemeente telde 3.582 inwoners op 1 januari 2022. Bij elkaar vormen de gemeenten een stadje met een centrumfunctie voor de omgeving met circa 6.000 inwoners.

## Geografie
De oppervlakte van Le Pont-de-Beauvoisin bedroeg op 1 januari 2022 7,36 vierkante kilometer; de bevolkingsdichtheid was toen 486,7 inwoners per km².

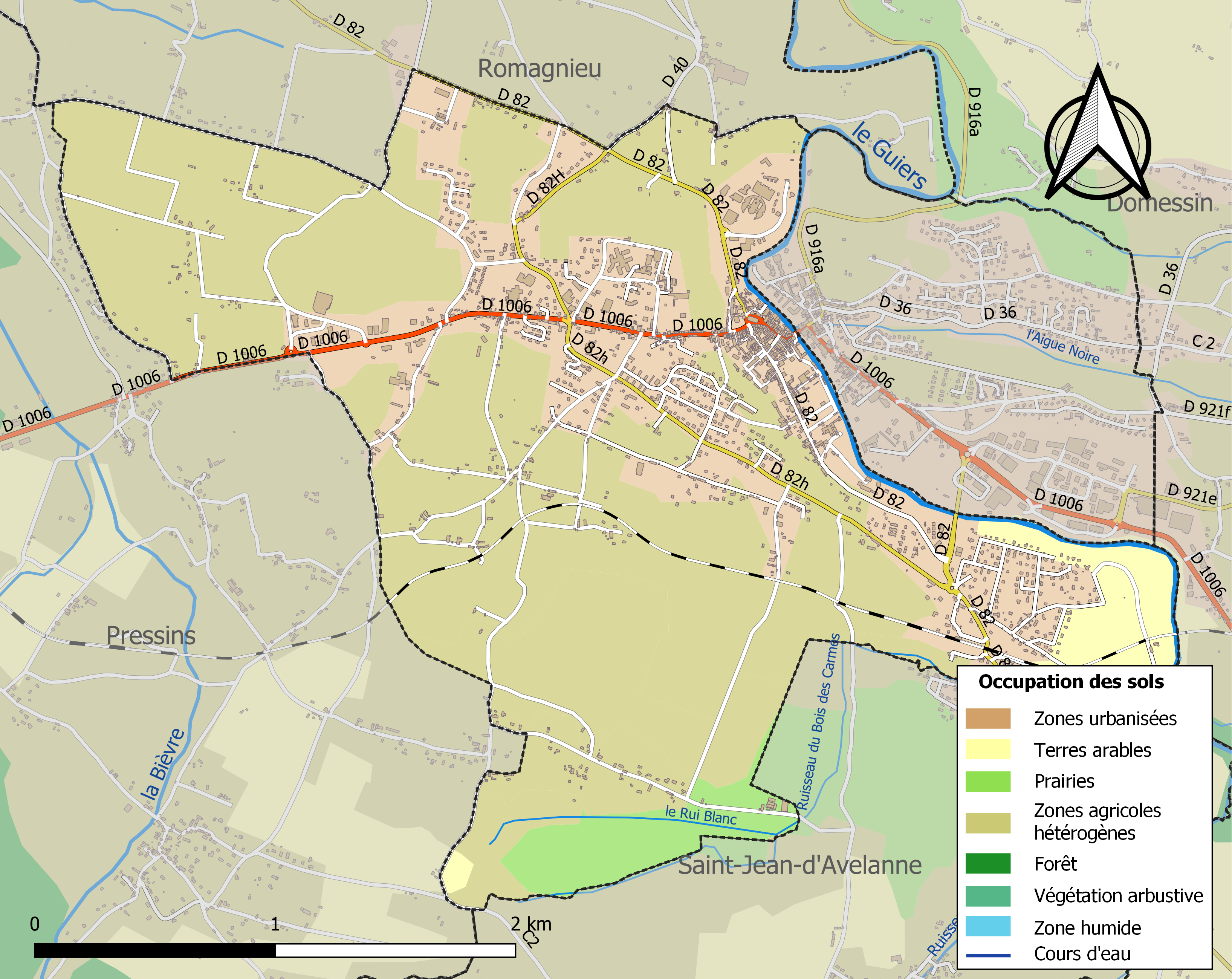
Kaart van de gemeente met de belangrijkste infrastructuur, bodemgebruik en omliggende gemeenten

## Verkeer en vervoer
In de gemeente ligt spoorwegstation Pont-de-Beauvoisin.

## Demografie
Onderstaande figuur toont het verloop van het inwonertal (bron: INSEE-tellingen).